# Eisenacher Motorenwerk
Az EMW, teljes nevén Eisenacher Motorenwerk egy keletnémet autógyártó, melynek székhelye Eisenach volt. Eredetileg BMW-gyár, ám miután az NDK-t megszállta a Szovjetunió, ez a gyár is az ő kezükbe került.
Az 1950-es években autógyártó részlege Automobilwerk Eisenach néven futott tovább, és a Wartburg gyártója lett. Motorkerékpár-gyárát az AWO vette meg, és a Simsont gyártotta.
1953-ban egy verseny erejéig Formula–1-es konstruktőr.

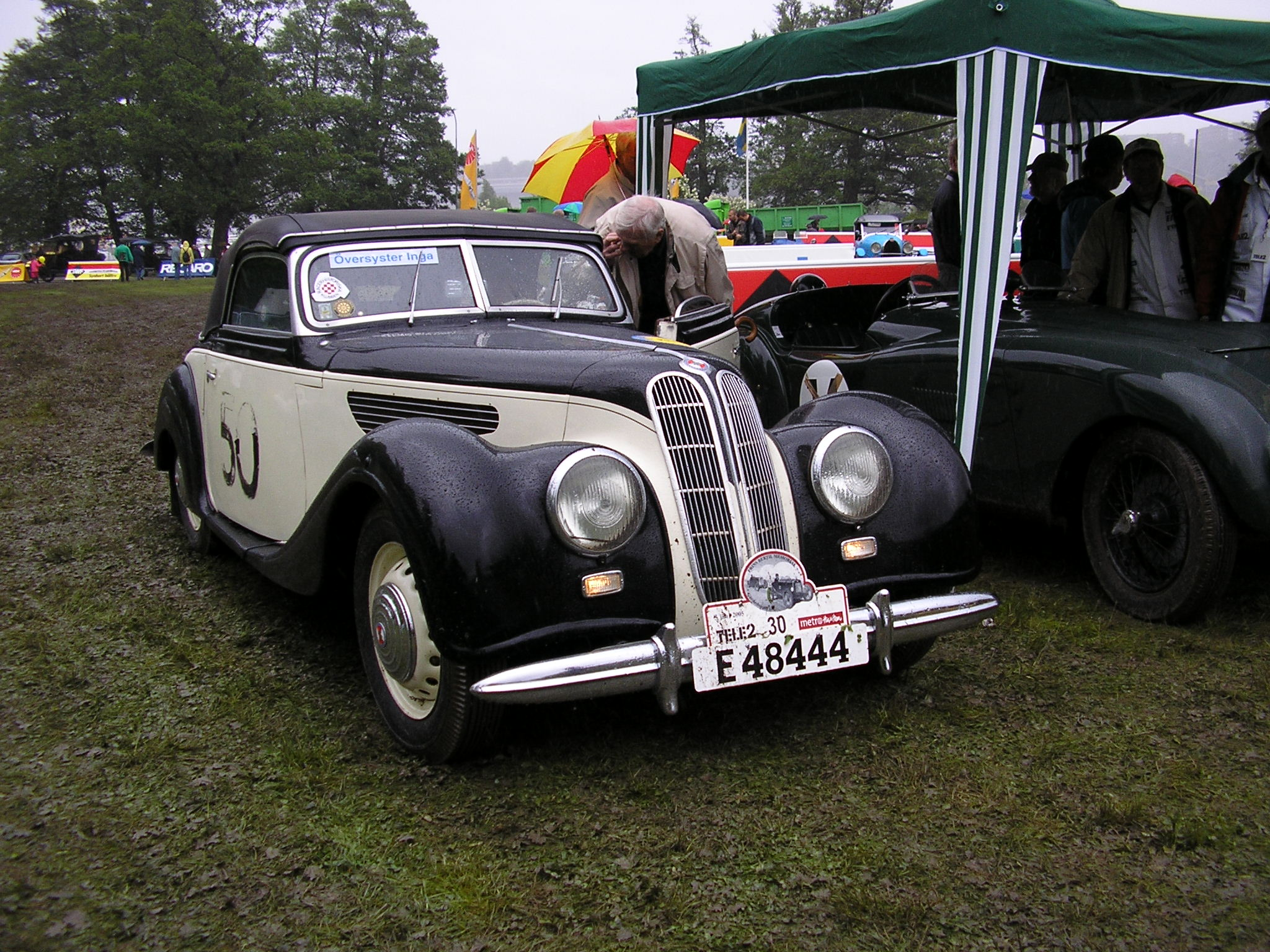
Egy 1941-es EMW

## Teljes Formula–1-es eredménylistája
(Táblázat értelmezése)

(Félkövér: pole-pozícióból indult; dőlt: leggyorsabb kört futott) 

| Év   | Kasztni | Motor  | Gumi | Versenyző   | 1   | 2   | 3   | 4   | 5   | 6   | 7   | 8   | 9   | Pont | Poz. |
| ---- | ------- | ------ | ---- | ----------- | --- | --- | --- | --- | --- | --- | --- | --- | --- | ---- | ---- |
| 1953 | EMW     | EMW L6 | D    |             | ARG | 500 | NED | BEL | FRA | GBR | GER | SUI | ITA | n/a* | n/a* |
| 1953 | EMW     | EMW L6 | D    | Edgar Barth |     |     |     |     |     |     | Ki  |     |     | n/a* | n/a* |

* 1958-ig nem volt konstruktőri világbajnokság.